# کوزگون آجاش
کوزگون آجاش (ترکی استانبولی: Kuzgun Acar با نام کامل عبداللهت کوزگون چتین آجاش (به انگلیسی: ترکی استانبولی: Abdülahet Kuzgun Çetin Acar) (زاده ۲۸ فوریه ۱۹۲۸ – درگذشته ۴ فوریه ۱۹۷۶) یک مجسمه‌ساز آفریقایی-ترک اهل ترکیه بود که به‌خاطر آثار فلزی‌اش و تلاش‌هایی با جوشکاری موادی مانند سیم، میخ و ضایعات فلزی با هم شناخته می‌شود. او بیشتر به خاطر مجسمه‌های انتزاعی خود معروف است و یکی از پیشگامان مجسمه‌سازی مدرن در ترکیه به‌شمار می‌رود. یکی از مجسمه‌های معروف او کوشلار («پرندگان») است که در سال ۱۹۶۷ خلق کرد.
کوزگون آجاش که در ۲۸ فوریه سال ۱۹۲۸ در استانبول به دنیا آمد، پس از دبیرستان با پدرش یک کارخانه بند کفش افتتاح کرد، اما تا زمانی که در بخش مجسمه‌سازی آکادمی هنرهای زیبای استانبول ثبت نام کرد، شهرت واقعی خود را پیدا نکرد. در آنجا، او در کارگاه‌های برچیدن کشتی شرکت کرد، جایی که کارشناسان به او یاد دادند که چگونه مواد پاک‌شده را به آثار هنری جوش دهد. آجاش تحت تأثیر استادان معاصر ترکیه، زوهتو موریدوغلو و هادی بارا، استعدادی را شکوفا کرد که به اشتیاق زندگی او تبدیل شد: مجسمه‌سازی انتزاعی.
در سال ۱۹۶۱، مجسمه ای ساخته شده از میخ‌های زنگ زده، جایزه اول آجاش را در نمایشگاه پاریس، همراه با بورسیه ای که یک سال تحصیل در فرانسه را حمایت کرد، به دست آورد. زمانی که آنجا بود، به تکمیل هنر هنری خود ادامه داد و حتی در سال ۱۹۶۲ نمایشگاهی انفرادی در موزه هنر مدرن پاریس ترتیب داد. پس از بازگشت آجاش به استانبول، برخی از آثار خود را تولید کرد. مهم‌ترین آثار از جمله «ترکیه» - نقش برجسته برنزی عظیمی که بر روی آسمان خراش آنکارا به نمایش گذاشته شده‌است - و مجسمه فلزی بی‌انتها او «پرندگان - ترکیب انتزاعی». به عنوان یکی از آخرین کارهایش، آجاش فولاد و لاستیک پیچ خورده را به ۱۴۰ ماسک فلزی برای «دفتر گچی قفقازی»، یک نمایش تئاتر آلمانی که در پاریس به روی صحنه رفت، تبدیل کرد.